# Ди Алмейда, Жоаким
Жоаки́м Анто́ниу Португа́л Бати́шта ди Алме́йда (порт. Joaquim António Portugal Baptista de Almeida; более известный как Жоаким ди Алмейда порт. Joaquim de Almeida, [ʒwɐˈkĩ d(ə) aɫˈmɐjdɐ]; род. 15 марта 1957) — португало-американский актёр. Он начал заниматься актёрством в театре. В 1980-х годах начал кинокарьеру, появившись в фильме 1982 года «Солдат», а позже получил известность за игру Андреа Бонанно в итальянском фильме 1987 года «Доброе утро, Вавилон». Он получил известность, сыграв Феликса Кортеса в остросюжетном триллере 1994 года «Прямая и явная угроза» и Бучо в боевике 1995 года «Отчаянный». Несколько лет спустя исполнил роль Рамона Салазара в телесериале «24 часа» и Эрнана Рейеса в гоночном фильме «Форсаж 5».

## Избранная фильмография
| Год       |   | Русское название      | Оригинальное название         | Роль                            |
| --------- | - | --------------------- | ----------------------------- | ------------------------------- |
| 1985      | с | Полиция Майами        | Miami Vice                    | Роберто «Нико» Арройо           |
| 1994      | ф | Прямая и явная угроза | Clear and Present Danger      | Феликс Кортес                   |
| 1994      | ф | Только ты             | Only You                      | Джованни                        |
| 1995      | ф | Отчаянный             | Desperado                     | Бучо                            |
| 1998      | с | Её звали Никита       | La Femme Nikita               | Хоаким Армел                    |
| 2001      | ф | В тылу врага          | Behind Enemy Lines            | адмирал Хуан Мигель Пике        |
| 2006      | ф | Москва-ноль           | Moscow Zero                   | Юрий                            |
| 2007      | ф | Подстава              | The Death and Life of Bobby Z | дон Гуэртеро                    |
| 2009      | ф | Пылающая равнина      | The Burning Plain             | Ник Мартинес                    |
| 2011      | ф | Форсаж 5              | Fast Five                     | Эрнан Рейес                     |
| 2013      | ф | Золотая клетка        | La cage dorée                 | Хосе Рибейро                    |
| 2015      | ф | Дуэль                 | O Duelo                       | капитан Васку Москозу де Араган |
| 2015      | ф | Наш бренд — кризис    | Our Brand Is Crisis           | Педро Кастильо                  |
| 2016—2018 | с | Королева Юга          | Queen of the South            | дон Эпифанио Варгас             |
| 2017      | ф | Телохранитель киллера | The Hitman’s Bodyguard        | Жан Фуше                        |
| 2020      | с | Монахиня-воин         | Warrior Nun                   | кардинал Франциско Дюретти      |
| 2020      | ф | Явление               | Fatima                        | отец Феррейра                   |
| 2023      | ф | Пропавшая без вести   | Missing                       | Хавьер Рамос                    |